# Fontllonga
Fontllonga és un nucli del terme municipal de Camarasa (Noguera). També forma part de la EMD de Fontllonga i Ametlla. El 2019 tenia 14 habitants. Està situat al vessant oest de la Cabeçola, damunt el pantà de Camarasa.
Va pertànyer al marquesat de Camarasa. Fou municipi independent fins al 1970, que fou unit al de Camarasa. El nou municipi rebé el nom oficial de Camarasa i Fontllonga. L'antic terme comprenia, a més, els pobles de Figuerola de Meià, Sant Oïsme, la Maçana, l'Ametlla de Montsec, els despoblats de Montaspre i Oroners, la caseria de Sant Just i la quadra de Rúbies, separada pel terme de Vilanova de Meià.
Hi destaca el seu castell i l'església parroquial és dedicada a sant Miquel.